# Karang Dapo Atas
Karang Dapo Atas is een bestuurslaag in het regentschap Lebong van de provincie Bengkulu, Indonesië. Karang Dapo Atas telt 1107 inwoners (volkstelling 2010).